# ماساهيسا ساتو
ماساهيسا ساتو، من مواليد 23 أكتوبر 1960، وهو مصور صحفي وسياسي ياباني، وينتمي للحزب الليبرالي الديمقراطي.